# Oscar Rillaerts
Oscar Pieter Rillaerts (Niel, 6 november 1923 - Reet, 25 mei 2011) was een Belgisch politicus voor de BSP / SP.

## Levensloop
Hij werd politiek actief in 1948 toen hij werd aangeworven als bediende bij de toenmalige BSP, een functie die hij uitoefende tot 1989. Bij de lokale verkiezingen van 12 oktober 1952 werd hij verkozen als gemeenteraadslid te Schelle. Na de provincieraadsverkiezingen van 11 april 1954 werd hij tevens actief als provincieraadslid te Antwerpen. Van 1968 tot 1990 was hij Secretaris van de Antwerpse Provincieraad. In 1989 werd hij aangesteld als burgemeester te Schelle.
Hij overleed in het AZ Heilige Familie te Reet. De afscheidsplechtigheid vond plaats in de Aula Chrysant van het Crematorium van Antwerpen. De asurne werd geplaatst op het Ereperk van de begraafplaats van Schelle.
Hij was Ridder (27 november 1968) en Officier (14 november 1977) in de Leopoldsorde en Commandeur (10 april 1987) in de Kroonorde.